# Little Queenie
Little Queenie est une chanson écrite et interprétée par Chuck Berry. Elle figure sur l'album Chuck Berry Is on Top, sorti en 1959, mais aussi en face A du sept pouces (18 cm) avec Almost Grown (en). Chuck Berry interprète la chanson dans les films Go, Johnny, Go! (1959) et Hail! Hail! Rock 'n' Roll (1987). La chanson est reprise par de nombreux artistes dont The Beatles, The Rolling Stones, Jerry Lee Lewis, REO Speedwagon. Quelques mois plus tôt, une chanson de Noël, sortait avec la même mélodie, sous le titre Run Rudolph Run, interprétée par Chuck Berry ; qui figurera sur le tout premier single de Keith Richards en solo, (et nouvellement avec un "s" à la fin de son nom propre).

## Musiciens
- Chuck Berry : Guitare, Chant
- Johnnie Johnson : Piano
- Willie Dixon : Basse
- Fred Below : Batterie

## Classement dans les charts et réception
La chanson se classe 80e au Billboard Hot 100.
La chanson est considérée comme un « incroyable hymne rock 'n'roll » et « l'une des plus grandes danses/rituels sexuels classiques ». Elle est présente dans de nombreuses compilations de Chuck Berry et notamment dans The Great Twenty-Eight (en) et Chuck Berry's Golden Decade (en).

## Reprise des Beatles
Albums
The Beatles at the Hollywood Bowl
Pistes de Live! at the Star-Club in Hamburg, Germany; 1962
To Know Her Is to Love Her Falling in Love Again (Can't Help It) (en)
Selon Mark Lewishoh les Beatles ont interprété régulièrement la chanson de 1960 à 1963, avec Paul McCartney en voix principale, notamment lors d'une session d'enregistrement, en décembre 1962 et dans 
l'album Live! at the Star-Club in Hamburg, Germany; 1962. Selon Doug Sulpy, lors de l'enregistrement de Get Back, John Lennon a fait la voix sur une assez brève version de la chanson. Une autre version, du début des années 1970, est enregistrée avec Paul McCartney et Denny Laine, le guitariste des Wings.

### Musiciens
- John Lennon : guitare, chant
- Paul McCartney : basse, chant
- George Harrison : guitare, chant
- Ringo Starr : batterie

## Reprise des Rolling Stones
Albums
Let It Bleed Sticky Fingers
Pistes de Get Yer Ya-Ya's Out!
Jumpin' Jack Flash Stray Cat Blues
Le groupe The Rolling Stones a repris fréquemment la chanson, sur scène : une version live, enregistrée en novembre 1969 au Madison Square Garden figure sur l'album Get Yer Ya-Ya's Out! The Rolling Stones in Concert. Ils sortent également la chanson tiré de l'album en single.

### Musicien
- Mick Jagger, chant
- Brian Jones, guitare rythmique
- Keith Richards, guitare lead
- Bill Wyman, basse
- Charlie Watts, batterie
- Ian Stewart, piano

## Autres reprises
D'autres artistes ont repris la chanson, dont Jerry Lee Lewis, the Kinks, Eric Clapton, Rod Stewart, the Velvet Underground, Eric Burdon, Johnny Moped, Bruce Springsteen, Bob Seger, Johnny Thunders, Savoy Brown, Jan Berry et REO Speedwagon.